# بريت إيفانز
بريت إيفانز (Brett Evans)، من مواليد 8 مارس 1982 في جوهانسبيرغ في جنوب أفريقيا، لاعب كرة قدم جنوب أفريقي.
بدأ مسيرته الكروية مع نادي أياكس كيب تاون في عام 1999، وهو يلعب معهم حتى الآن.
منذ عام 2002 وهو يلعب مع منتخب جنوب أفريقيا لكرة القدم.

## مسيرته الكروية
لعب بريت إيفانز خلال مسيرته الاحترافية مع نادِ واحدٍ في ثلاثة عشر موسمًا وسجل خلالها 19 هدفًا ضمن 286 مباراة. حيث فاز في موسم واحد بالكأس ولم يفز بأي دوري.
خاض بريت إيفانز مسيرته مع نادي أياكس كيب تاون في موسم 1999–00 ليلعب معه ثلاثة عشر موسمًا، مشاركًا في 286 مباراة سجل خلالها 19 هدفًا.

## روابط خارجية
- بريت إيفانز على موقع قاعدة بيانات كرة القدم.إي يو (الإنجليزية)
- بريت إيفانز على موقع ناشيونال فوتبول تيمز (الإنجليزية)
- بريت إيفانز على موقع Soccerway.com (الإنجليزية)
- بريت إيفانز على موقع كووورة